# Zwangsgeld
Das Zwangsgeld ist ein Ordnungsmittel zur zwangsweisen gerichtlichen oder behördlichen Durchsetzung von Verhaltenspflichten, die der Verpflichtete selbst erfüllen kann (u. a. sogenannte unvertretbare Handlungen). Es ist ein in die Zukunft gerichtetes Beugemittel, das aber weder Straf- noch Bußgeldcharakter hat und demzufolge kein Verschulden voraussetzt.

## Allgemeines
Das Zwangsgeld dient dazu, den Adressaten durch Beugung seines Willens zu einem bestimmten Verhalten zu zwingen. Die Mindest- und Maximalhöhe des Zwangsgeldes ist in den Gesetzen jeweils festgelegt (gemäß § 11 Abs. 3 des Verwaltungs-Vollstreckungsgesetzes bis zu 25.000 €).
Für den Fall, dass das Zwangsgeld nicht beigetrieben werden kann, ist zumeist die Verhängung von Ersatz-Zwangshaft vorgesehen. In besonderen Fällen, z. B. wenn Zwangsgeld von vornherein aussichtslos erscheint, kommt meist auch die sofortige Verhängung von Zwangshaft in Betracht. 
Kommt der Adressat dem verlangten Verhalten nach, entfällt die Zahlungspflicht. Kann die Verhaltenspflicht auch von einem Dritten erfüllt werden, ist neben dem Zwangsgeld die Ersatzvornahme ein möglicher Weg der Vollstreckung.

## Zwangsgeld in privatrechtlichen Verfahren

### Zwangsvollstreckung zur Erwirkung von Handlungen
Ein Schuldner kann zur Vornahme einer Handlung, die nur von seinem Willen abhängt und nicht von einem Dritten vorgenommen werden kann, durch Zwangsgeld angehalten werden (§ 888 ZPO). Eine solche nicht vertretbare Handlung kann beispielsweise die Erteilung einer Auskunft sein.
Das einzelne Zwangsgeld darf 25.000 € nicht übersteigen. Es wird nicht vorher angedroht und auf Antrag des Gläubigers durch das Prozessgericht des ersten Rechtszuges durch Beschluss festgesetzt. Der Beschluss ist Vollstreckungstitel, mit dem der Gläubiger das Zwangsgeld zugunsten der Staatskasse nach den Vorschriften über die Zwangsvollstreckung wegen Geldforderungen beitreiben kann.

### Freiwillige Gerichtsbarkeit
In Angelegenheiten der freiwilligen Gerichtsbarkeit kann jemand, der durch gerichtliche Verfügung verpflichtet ist, eine nur von seinem Willen abhängige Handlung vorzunehmen oder eine Handlung zu dulden oder zu unterlassen, durch das Gericht zur Befolgung seiner Anordnung durch Zwangsgeld angehalten werden (§ 35 FamFG).
Das Zwangsgeld darf auch hier 25.000 € nicht übersteigen (§ 89 FamFG). Seine Beitreibung erfolgt von Amts wegen. Die vorherige Androhung (früher in § 33 Abs. 3 FGG) ist seit 2009 nicht mehr gesetzlich vorgesehen.
Durch die Festsetzung von Zwangsgeld kann beispielsweise darauf hingewirkt werden, dass
- eine Betreuungsverfügung abgeliefert wird
- eine Anmeldung zum Handelsregister erfolgt oder Dokumente eingereicht werden (§ 14 HGB)
- ein Kaufmann korrekte Geschäftsbriefe verwendet (§ 37a HGB)
- Vorstandsmitglieder von Aktiengesellschaften oder eingetragenen Genossenschaften ihre gesetzlichen Verpflichtungen erfüllen (§ 407 AktG, § 160 GenG)
- Mitglieder des Vorstandes und Liquidatoren eines eingetragenen Vereins bestimmte Aufgaben wahrnehmen (§ 78 BGB)
- ein Betreuer die Anordnungen des Betreuungsgerichts befolgt (§ 1862 BGB)
- ein Testament abgeliefert wird

## Zwangsgeld im Verwaltungsrecht
Im Verwaltungsrecht ist das Zwangsgeld eine von mehreren möglichen Maßnahmen des Verwaltungszwangs, um eine Handlung, Duldung oder Unterlassung zu erzwingen. Die Androhung, Festsetzung und Beitreibung des Zwangsgeldes sind jeweils Verwaltungsakte. Die rechtlichen Grundlagen zum Erlass eines Verwaltungsaktes sind im allgemeinen Verwaltungsrecht (Verwaltungsverfahrensgesetze des Bundes oder der Länder) zu finden. Die speziellen Regelungen zum Zwangsgeld selbst (Verfahren, Höhe) sind dem besonderen Verwaltungsrecht vorbehalten (z. B. Polizeigesetze der Länder - § 47 SPolG, § 53 PolG NW - Verwaltungsvollstreckungsgesetze des Bundes oder der Länder - § 11 VwVG, § 20 SVwVG, § 60 VwVG NW).
Für das Zwangsgeld gilt üblicherweise das gestreckte Verfahren (Androhung - Festsetzung - Beitreibung). Mit der Androhung und der Festsetzung ist jeweils eine angemessene Frist zur Zahlung des Zwangsgeldes bzw. Vornahme der Handlung einzuräumen und die Betragshöhe zu benennen (gleiche Höhe in beiden Verfügungen). Das gestreckte Verfahren kann so lange wiederholt werden, bis es zum Erfolg führt. Ist der Pflichtige zahlungsunfähig und damit das Zwangsgeld uneinbringlich, kann Ersatzzwangshaft durch ein Verwaltungsgericht angeordnet werden.
Im Sofortvollzug sind Androhung und Festsetzung entbehrlich. Der Sofortvollzug findet in den Fällen Anwendung, in denen das gestreckte Verfahren zur Gefahrenabwehr aufgrund seiner Dauer zu viel Zeit in Anspruch nimmt. Der Hauptanwendungsbereich des Sofortvollzuges liegt bei den Ordnungsbehörden und den Polizeibehörden.

## Zwangsgeld im Steuerrecht
Im Steuerrecht ist das Zwangsgeld eine von mehreren möglichen Zwangsmitteln, um eine Handlung, Duldung oder Unterlassung zu erzwingen. Die rechtlichen Grundlagen finden sich in §§ 329 ff. Abgabenordnung. Die Androhung, Festsetzung und Vollstreckung des Zwangsgeldes erfolgt jeweils durch Verwaltungsakte. Das einzelne Zwangsgeld darf 25.000 € nicht überschreiten. Das Zwangsgeld muss schriftlich angedroht werden. Die Androhung darf nur ausnahmsweise in anderer Art und Weise erfolgen (z. B. mündlich), wenn die Gefahr besteht, dass andernfalls die Durchsetzung des Verwaltungsaktes vereitelt wird. Mit der Androhung ist eine angemessene Frist zur Vornahme der Handlung zu bestimmen. Verstreicht die Frist ergebnislos, wird das Zwangsgeld festgesetzt und vollstreckt. Das Zwangsgeldverfahren kann so oft wiederholt werden, bis es zum gewünschten Erfolg führt. Ist das Zwangsgeld uneinbringlich, kann das Amtsgericht auf Antrag der Behörde Ersatzzwangshaft anordnen, wenn hierauf in der Androhung hingewiesen wurde.
Siehe auch: unmittelbarer Zwang, Zwangsmittel, Verwaltungsstrafe.